# Alizon Mosquera
Alizon Mosquera Palomeque (Bojayá; 1985-6 de marzo de 2019) fue un político colombiano elegido como diputado del departamento de Chocó en las elecciones regionales de 2015. Mosquera desapareció en 2019, apareciendo posteriormente asesinado.

## Biografía
Mosquera tuvo dos hijos y era soltero. Su familia era oriunda de Bojayá, ciudad que sufrió el conflicto de paramilitares y guerrilleros que alcanzó su punto máximo con la masacre de 2002, en la que murieron alrededor de cien personas. Era psicólogo de profesión, graduado en la Universidad Pontificia Bolivariana, y había trabajado en la diócesis de Quibdó, donde se hizo conocido en la comunidad. A pesar de ser la primera vez que se postulaba a un cargo de elección popular, a los 30 años Alizon fue el diputado con mejores resultados en las elecciones regionales de 2015, siendo elegido como diputado de Chocó con 5200 votos. En 2016 se desempeñó como vicepresidente de la Asamblea y más adelante perteneció a las comisiones de asuntos económicos y fiscales, y de ética. A finales de 2018, Mosquera había llevado a vivir a su madre, Hereiza, desde Bojayá junto a él, en Quibdó.

## Muerte
Mosquera desapareció el viernes 1 de marzo de 2019, cuando se instalaron las sesiones ordinarias de la asamblea departamental y se reunió con compañeros de trabajo en la noche. Alrededor de las dos de la madrugada, Mosquera salió junto a tres amigos con rumbo a Condoto, en la región del San Juan, a bordo de una camioneta Chevrolet blanca. Rumores de una desaparición tomaron fuerza el fin de semana, y el lunes la familia alertó a los diputados sobre la situación. El mismo día, la camioneta abandonada en la que se trasladaban Mosquera y sus amigos fue encontrada, y al día siguiente, cuando estaba citado al comienzo de las plenarias en la Asamblea, encontraron dos cuerpos de los compañeros de Mosquera en el río San Juan, con disparos y señales de tortura. En la mañana del 7 de marzo, el cuerpo de Mosquera fue encontrado por la comunidad del área rural de Chiqui Choqui en un remanso del río. El cadáver estaba en grado avanzado de descomposición, con signos de tortura, y con manos y pies amarrados. Se encontraba en ropa interior y tenía algunas manillas que apuntan a que se trataba del diputado, aunque la investigación forense trabaja para confirmar científicamente su identidad. La familia de Mosquera y los diez diputados del Chocó viajaron a Istmina, a donde llevaron el cuerpo.